# Чолпон (Чуйская область)
Чолпон (кирг. Чолпон) — село в Ысык-Атинском районе Чуйской области Кыргызстана. Входит в состав Кен-Булунского айылного аймака.

## География
Село расположено на севере центральной части области, на берегу Западного Большого Чуйского канала, на расстоянии приблизительно 21 километра (по прямой) к востоку от города Кант, административного центра района. Абсолютная высота — 760 метров над уровнем моря.

## Население
Согласно оценочным данным Национального статистического комитета Кыргызской Республики, численность населения села на начало 2023 года составляла 1852 человека.
| год     | 2009 | 2014 | 2015 | 2020 | 2021 | 2023 |
| ------- | ---- | ---- | ---- | ---- | ---- | ---- |
| человек | 1314 | 1989 | 1971 | 1964 | 1980 | 1852 |